# Centre Sir John Monash
Le Centre Sir John Monash est un centre d'interprétation qui commémore l'engagement militaire australien et néo-zélandais et qui rend hommage aux hommes de l'Australian and New-Zeland Army Corps ayant servi sur le front occidental pendant la Première Guerre mondiale. Le centre, situé près du village de Villers-Bretonneux (Somme) dans le nord de la France, en région Hauts-de-France, sur la colline entre Villers-Bretonneux et Fouilloy, se trouve derrière le Mémorial national australien de Villers-Bretonneux et dans le cimetière militaire. L’inauguration du centre s'est tenue en avril 2018.

## Histoire
Le gouvernement australien a proposé pour la première fois un centre d'accueil australien sur le front occidental à Le Hamel en 1998, mais le projet a été abandonné jusqu'à ce qu'il refasse surface huit ans plus tard. Le Centre Sir John Monash a été mis en service en 2006 et sa conception a été dévoilée par le Premier ministre australien Tony Abbott le 26 avril 2015, le lendemain de l'Anzac Day, à la suite d'un concours international de design remporté par Cox Architecture (en). Le centre porte le nom de General Sir John Monash, qui a dirigé le Corps australien sur le front occidental en 1918,. Le coût de 100 millions de dollars australiens a été pris en charge par le gouvernement australien,,. L'ouverture du centre a eu lieu en 2018, année du centenaire de la fin de la guerre, avec la cérémonie d'ouverture officielle avant le Anzac Day, le 25 avril,.

## Ouverture officielle
Le centre a été ouvert aux visiteurs le 16 avril 2018. Il a été officiellement inauguré par le Premier ministre australien Malcolm Turnbull le 24 avril 2018, déclarant : « Ce nouveau centre exprime notre gratitude pour tous nos hommes et femmes qui se sont battus — et continuent de lutter — pour nos valeurs et nos intérêts. Et au milieu de la pierre, de l'acier et du verre de ce monument serein, nous savons que la meilleure façon d'honorer les creuseurs de 1918 est de soutenir les militaires, les vétérans et les familles d'aujourd'hui. »
Le Premier ministre français Édouard Philippe était également présent, et a rendu hommage aux creuseurs australiens : « Nous n'oublierons jamais qu'il y a 100 ans, une nation jeune et courageuse de l'autre côté du monde a marqué l'histoire en écrivant notre histoire » et, en reconnaissance de Monash, a déclaré que sa tactique avait donné aux forces alliées un avantage critique,.

## Description
Situé derrière le mémorial de Villers-Bretonneux, et construit en partie sous terre et avec un toit de gazon, le centre de mille mètres carrés est conçu pour être « subordonné » au monument aux morts et a été décrit par l'un des architectes, Joe Agius, comme « presque un anti-bâtiment, connecté au monument d'un point de vue abstrait et géométrique ». Les artistes de guerre australiens Lyndell Brown et Charles Green ont conçu une tapisserie majeure, « Morning Star », créée par l'Australian Tapestry Workshop (en) et suspendue dans le foyer du musée,.
Le centre raconte l'histoire australienne du front occidental pendant la Première Guerre mondiale. Grâce à une série d'installations multimédias interactives, les visiteurs peuvent utiliser leur propre appareil mobile, chargé avec l'application SJMC comme une « visite virtuelle guide », dans toute l'armée de Villers-Bretonneux Cimetière, le mémorial national australien et le Sir John Monash Centre.
Le Centre Sir John Monash fait partie du sentier du souvenir australien le long du front occidental, qui relie des sites importants pour les Australiens, notamment des champs de bataille, des cimetières et d'autres monuments commémoratifs.

## Controverses
En raison d'un changement de gouvernement en 2015, avec Malcolm Turnbull remplaçant Tony Abbott au poste de Premier ministre d'Australie, une controverse a éclaté concernant le coût du Centre Sir John Monash. Les membres de la communauté ont exprimé leurs inquiétudes concernant le prix élevé du nouveau centre. Le gouvernement Abbott avait engagé 100 millions de dollars dans le projet (environ 60 millions d'euros), un budget plusieurs fois supérieur à ceux qui avaient été nécessaires pour construire les Britanniques et les centres canadiens à Thiepval et Vimy. À la suite de cette polémique, le coût du SJMC a fait l'objet d'une enquête de la Commission parlementaire australienne permanente des travaux publics en juin 2015. Au cours de l'enquête, Department of Veterans 'Affairs, les Représentants ont souligné que les bâtiments souterrains et les nouvelles techniques de pointe étaient les principaux facteurs justifiant le budget de 100 millions de dollars. En fait, les contrats avaient déjà été attribués à une entreprise française en novembre 2014.
Une seconde controverse née de la construction du SJMC concernait son taux de fréquentation. Le ministère des Anciens combattants avait affirmé avant la construction du centre qu'il attirerait environ 110 000 visiteurs par an. Quelques mois après l'ouverture du SJMC, il est devenu clair que le centre n'atteindrait pas cet objectif. Le Sydney Morning Herald a publié un article intitulé « Monash Center à 100 millions de dollars sur la bonne voie pour manquer la cible de visiteurs de plusieurs milliers », qui a suscité d'autres articles sur le sujet. La presse française a rapporté que d'avril 2018 à avril 2019, le centre a reçu 54 000 visiteurs, soit environ la moitié de ce que DVA avait prévu. Cette attente est modeste par rapport à celle d'autres musées de la guerre et centres d'accueil du front occidental comme ceux de Péronne, Meaux, Ypres, Vimy ou Verdun par exemple. La majorité des visiteurs du SJMC sont des Australiens.

### Galerie

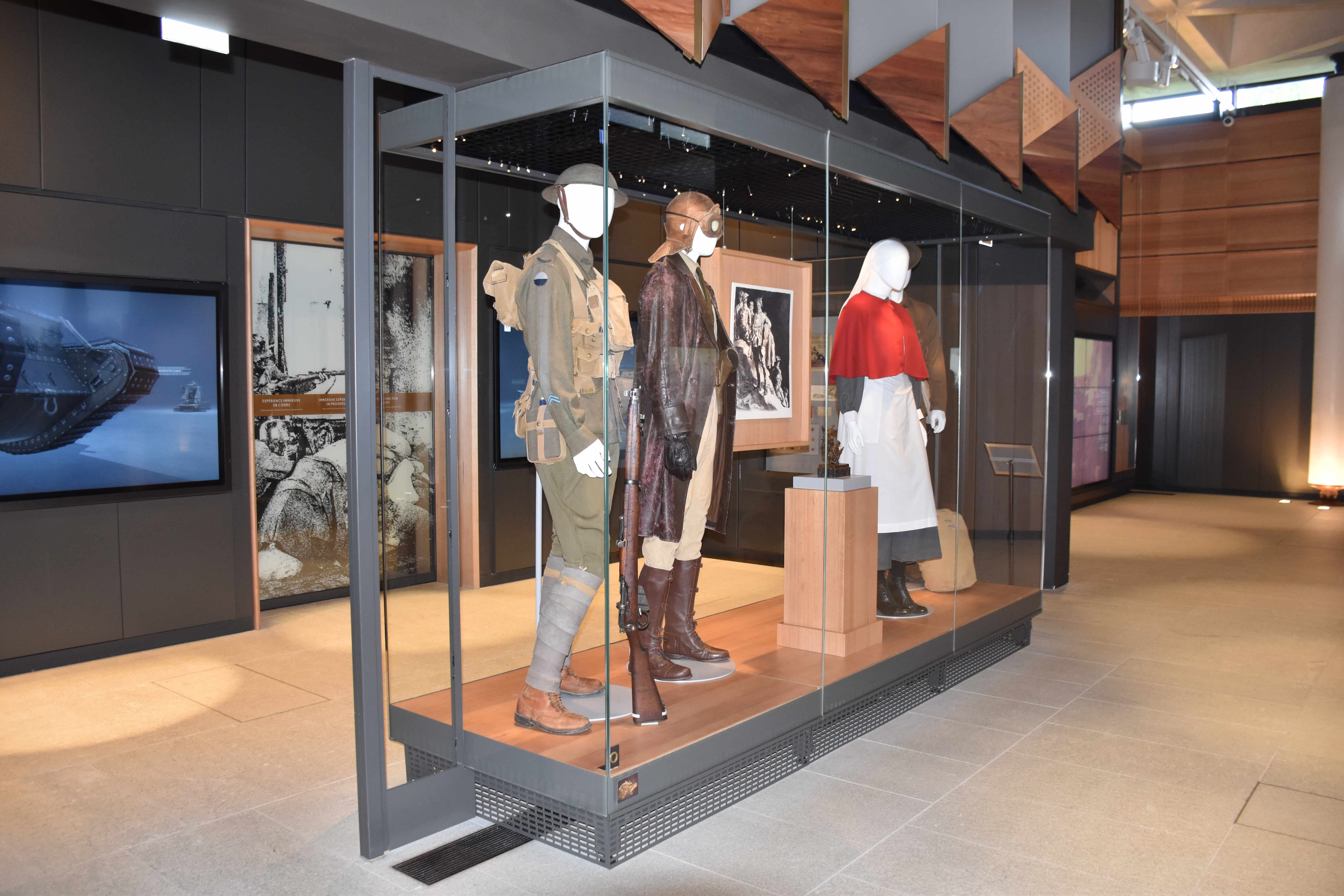
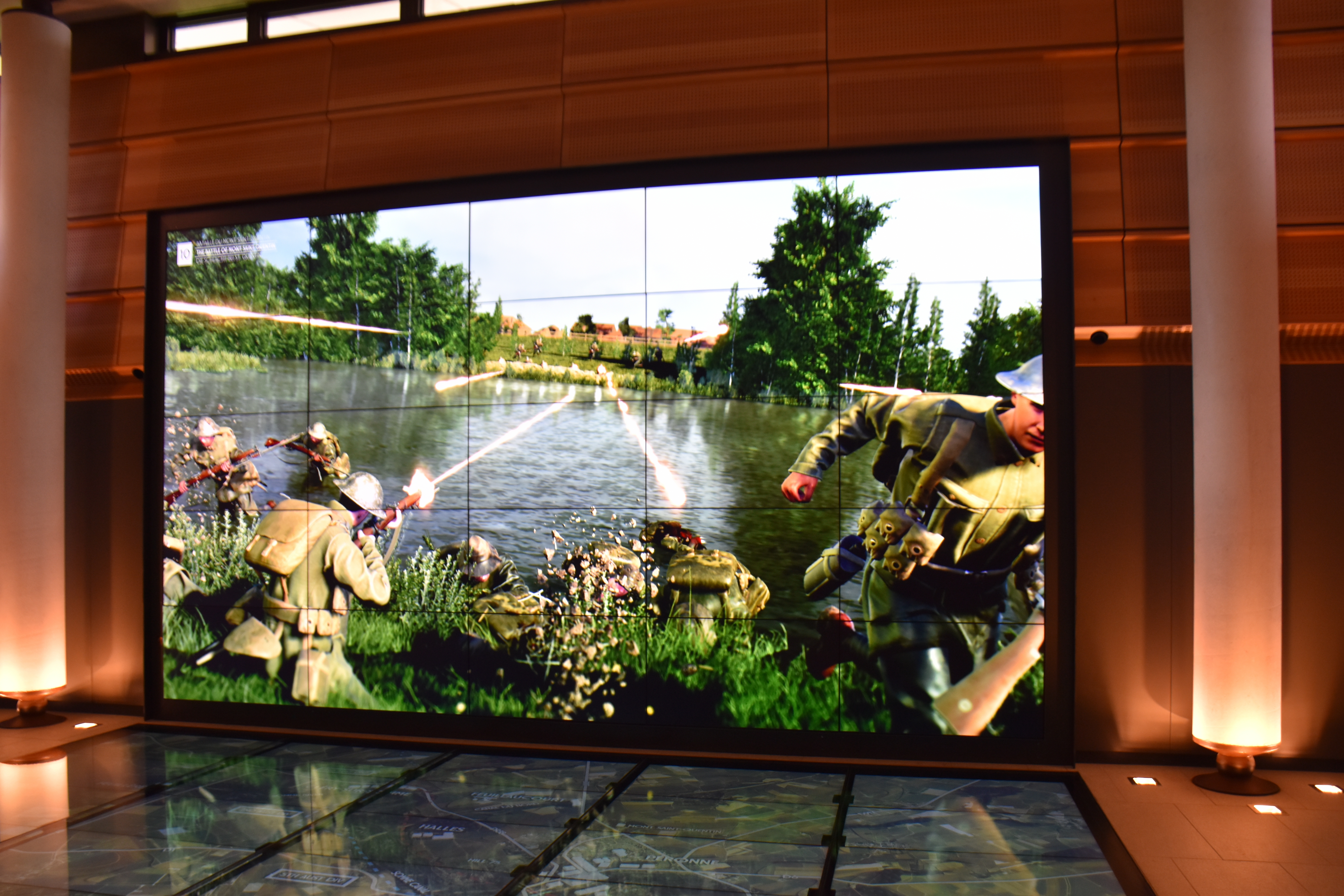
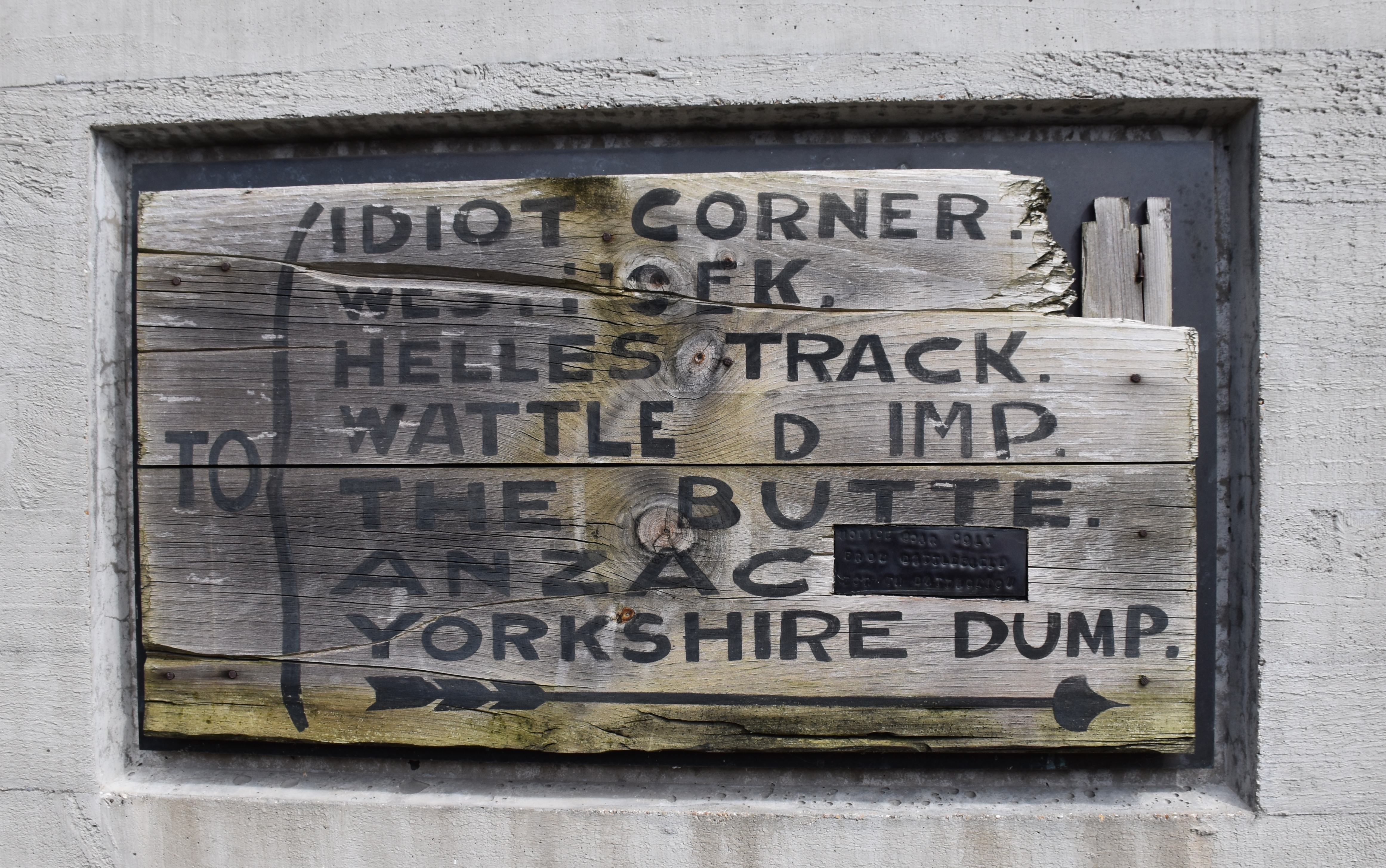
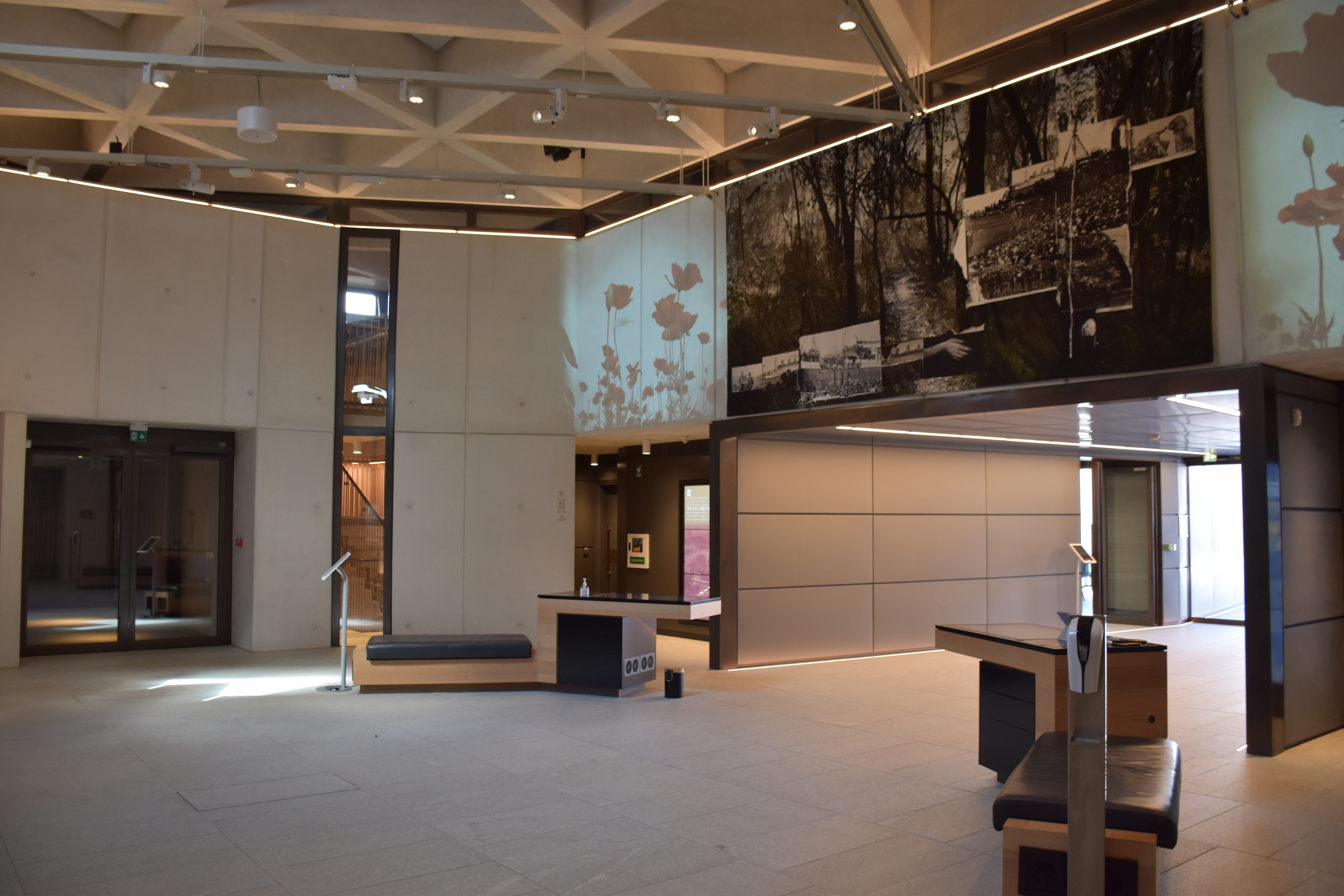